# Yuki Kusano
Yuki Kusano (草野 侑己 Kusano Yūki?, Otofuke, Kōta, Hokkaido, 21 de julio de 1996) es un futbolista japonés que juega como delantero en el Mito HollyHock.

## Trayectoria
En 2019 se unió al Yokohama FC de la J2 League.

## Clubes
| Club                            | País  | Año       |
| ------------------------------- | ----- | --------- |
| Yokohama FC                     | Japón | 2019-2022 |
| Renofa Yamaguchi F. C. (cedido) | Japón | 2021      |
| F. C. Ryukyu (cedido)           | Japón | 2022      |
| Mito HollyHock                  | Japón | 2023-     |